# Павлов Василь Дмитрович
Василь Дмитрович Павлов (1910, місто Санкт-Петербург, тепер Російська Федерація — ?) — радянський діяч, голова виконавчого комітету Челябінської міської ради, 1-й секретар Севастопольського міського комітету КПРС.

## Життєпис
У 1928 році закінчив школу фабрично-заводського учнівства в Ленінграді.
У 1928—1930 роках — слюсар-машиніст, у 1930—1934 роках — конструктор; технік, відповідальний з техніки безпеки 5-ї електростанції міста Ленінграда.
Член ВКП(б) з 1932 року.
У 1934 році вступив до Ленінградського індустріального інституту, після закінчення якого працював інженером на різних підприємствах та в науково-дослідному інституті Ленінграда. 
У 1939—1941 роках був слухачем Вищої партійної школи при ЦК ВКП(б) у Москві. 
У 1941—1942 роках — інструктор металургійного відділу Челябінського обласного комітету ВКП(б).
У липні 1942 — серпні 1944 року — голова виконавчого комітету Челябінської міської ради депутатів трудящих.
У 1952 — жовтні 1954 року — 1-й секретар Севастопольського міського комітету КПРС.
Подальша доля невідома.